# Garelli
Garelli war ein italienischer Hersteller von Fahrrädern, Mofas, Kleinkrafträdern, Motorrädern und Motorrollern.
Die Firma Garelli wurde im Jahre 1919 von Adalberto Garelli gegründet.

## Geschichte

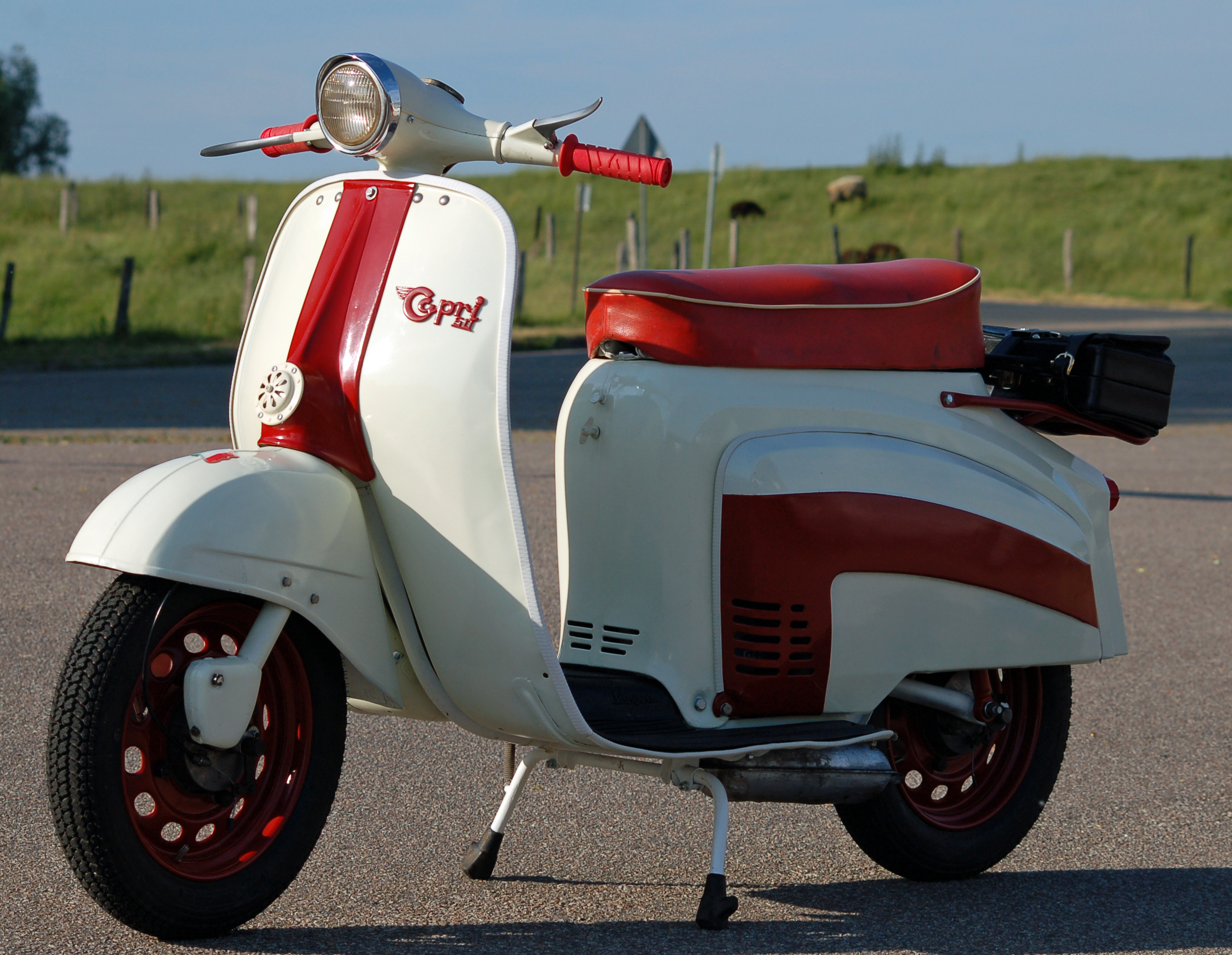
Garelli Capri von 1968

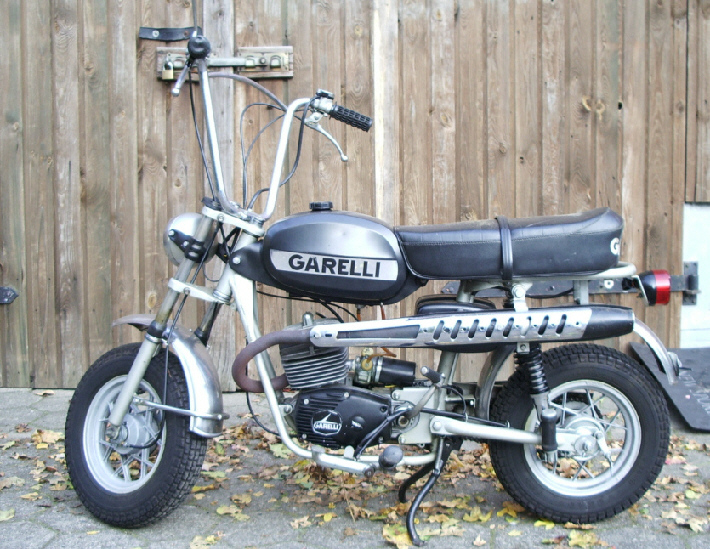
Garelli 40 SK

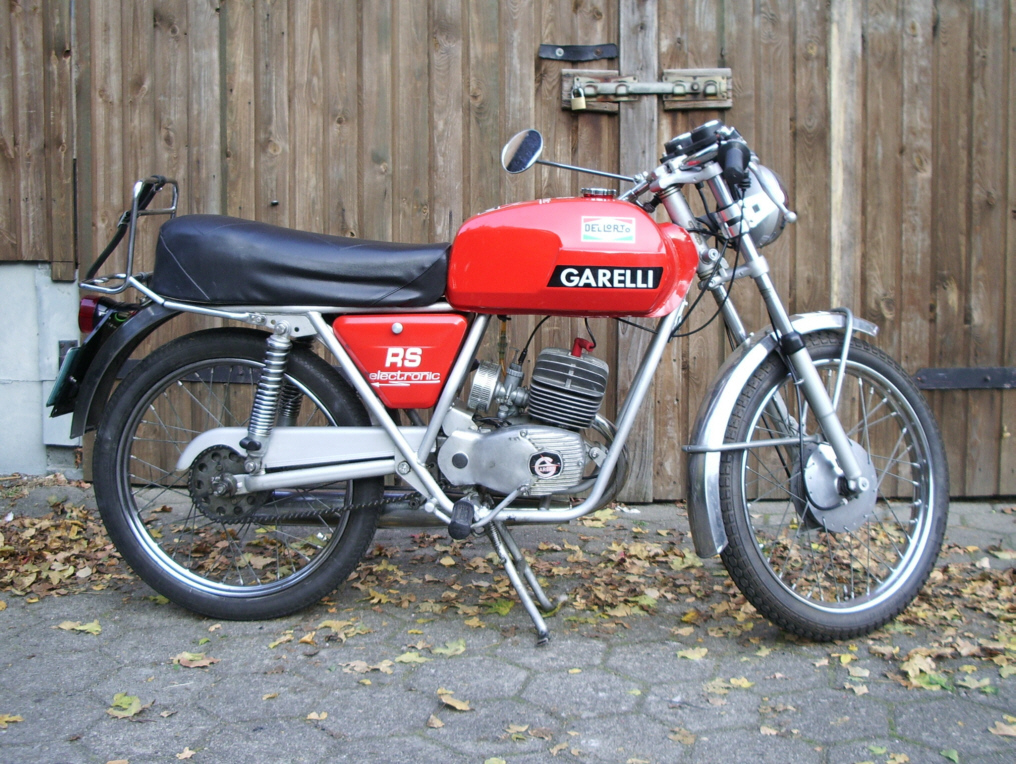
Garelli RS50 von 1973

1913 konstruierte der italienische Ingenieur und Motorradrennfahrer Adalberto Garelli (1886-1968) seinen eigenen Zweitaktmotor als  Doppelkolbenmotor in U-Form. Bei diesem Motor sind die beiden Arbeitskolben durch einen langen Kolbenbolzen verbunden. Mit seinem ersten selbst gebauten Motorrad (Garelli 500) bezwang er am 10. Januar 1914 den 2018 Meter hohen, verschneiten Pass von Mont Cenis in der Nähe von Moncenisio bei klirrender Kälte. Im Herbst 1919 gewinnt Ettore Girardi die erste Nord-Süd-Fernfahrt von Mailand nach Neapel mit einer 350-cm³-Doppelkolben-Garelli. Die 865 km legte er mit einem Schnitt von 38,29 km/h zurück. Von den 29 gestarteten Fahrern erreichen nur fünf das Ziel. In den nachfolgenden Jahren waren die Rennmaschinen von Garelli erfolgreich. 1923 verbuchte das Unternehmen acht Weltrekorde für sich. Danach gab es bis 1926 insgesamt 222 Langstreckenrekorde und zahlreiche Grand-Prix-Siege. Viele berühmte italienische Rennfahrer wie Ernesto Gnesa, Tazio Nuvolari und Achille Varzi begannen ihre Rennfahrerkarriere bei Garelli. 1928 gab Garelli den Motorradbau in großem Stil auf und belieferte noch bis 1935 das Militär mit Motorrädern. Garelli-Rennmaschinen galten bis zum Erscheinen der DKW-Motorräder als die schnellsten Zweitakter überhaupt.
Nach dem Zweiten Weltkrieg produzierte Garelli überwiegend schlitzgesteuerte Motoren von 34 bis 125 cm³ und hatte den größten Erfolg in Italien mit dem Bau des Mosquito-Motors und des Capri-Rollers. In den frühen 1980er Jahren beherrschte Garelli die Kategorie 50, 125 cm³ und wurde zwischen 1982 und 1987 sechsmal Weltmeister im Motorradstraßenrennsport.

## Garelli in Deutschland
Garelli wurde ab den 1960er Jahren in Deutschland bekannt, als die Firma durch den Vertrieb mit dem Neckermann-Versand und Karstadt in den deutschen Zweirad-Markt vordrang, der zu jener Zeit fest in der Hand deutscher Hersteller wie Hercules, Kreidler und Zündapp war. Die wohl in Deutschland bekanntesten Zweiräder von Garelli waren die Typen Bonanza, Monza und Rekord. Die Bonanza war etwa so groß wie eine Honda Dax; es gab sie als Mofa, Moped und Mokick. Durch die kompakte Bauform waren die Bonanzas beliebt bei Campern und Wohnmobilbesitzern, da man den Lenker mit wenigen Handgriffen platzsparend zum Transport umklappen konnte. Ebenso war auch das Super Mosquito ein Mini/Falt-Rad mit Motor bei Campern gefragt. Die Kleinkrafträder Monza und Rekord waren besonders bei Jugendlichen beliebt, da sie durch den günstigeren Verkaufspreis erschwinglich waren.
Durch den niedrigen Verkaufspreis und den Vertrieb durch Neckermann wurden die Garellis immer als „Billigware, die nicht viel taugt“ abgestempelt, was aber nicht den Tatsachen entsprach. 1973 betrug der Preis für das 6,3-PS-Kleinkraftrad Monza RS 1475 DM (entspricht inflationsbereinigt in heutiger Währung 2.670 Euro). Vergleichbare Zündapp/Kreidler-Modelle waren ca. 300–400 DM teurer; 1974 kostete das Modell RS electronic (mit Drehzahlmesser) 1749 DM (entspricht heute 2.970 Euro).
1978 brachte dann Garelli die deutschen Kleinkraftradhersteller in Bedrängnis, als in den Katalogen von Neckermann das Kleinkraftrad Rekord-Nürburg mit 7 PS auftauchte. Die deutschen Hersteller hatten sich darauf geeinigt, die Motorleistung von Kleinkrafträdern auf 6,25 PS zu begrenzen.
Ab 1980 erschienen die beiden Leichtkrafträder Enduro 80 5V und Sport 80 5V, die von Neckermann zu Preisen von 2998 bzw. 3250 DM verkauft wurden. Ein deutsches Leichtkraftrad kostete zu jener Zeit schon deutlich über 4000 DM.
1984 kam es dann zur Übernahme der Firma Kreidler in Kornwestheim. Dort wurden nun bis 1986 die Garelli-Mofas Flory, Flirt und Flott mit dem Kreidler-Logo montiert. Wenig später wurde das Werk aufgegeben. Danach verschwand Garelli zunächst vom deutschen Markt.

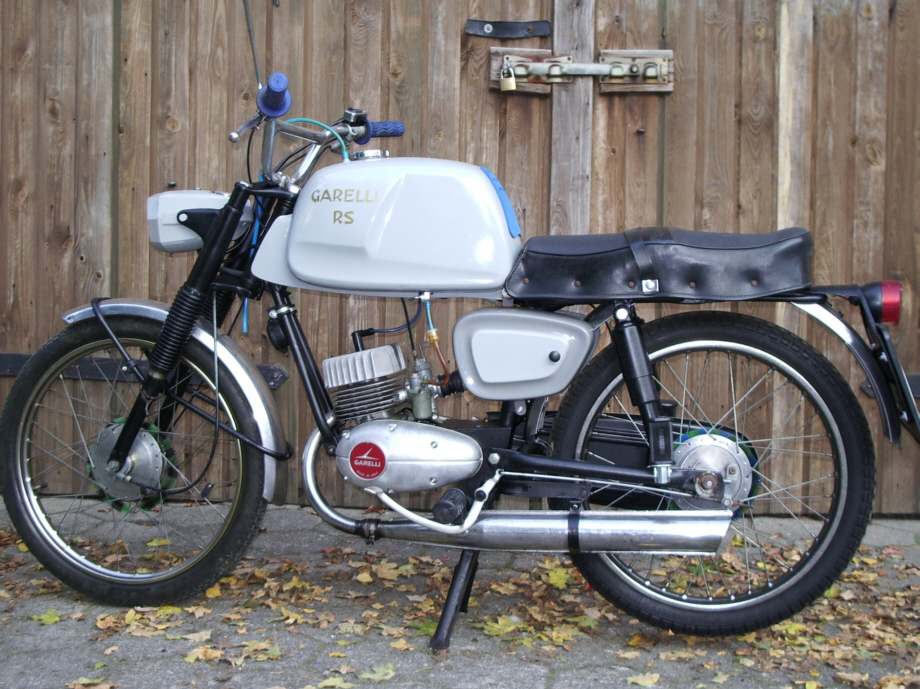
Garelli Rekord Super

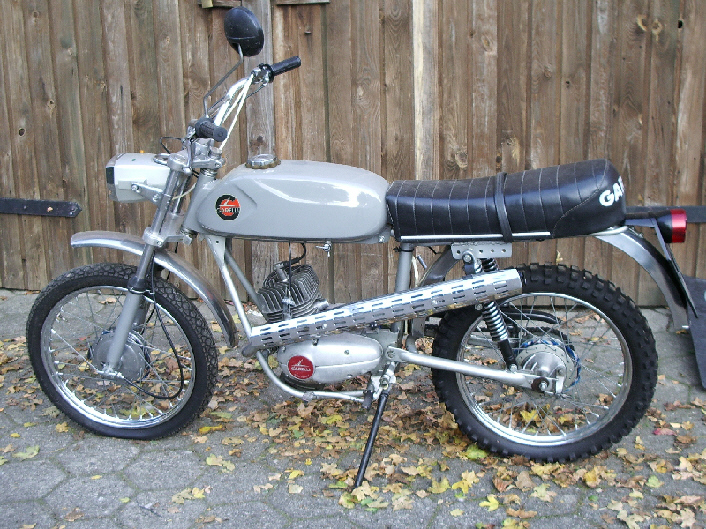
Garelli Cross

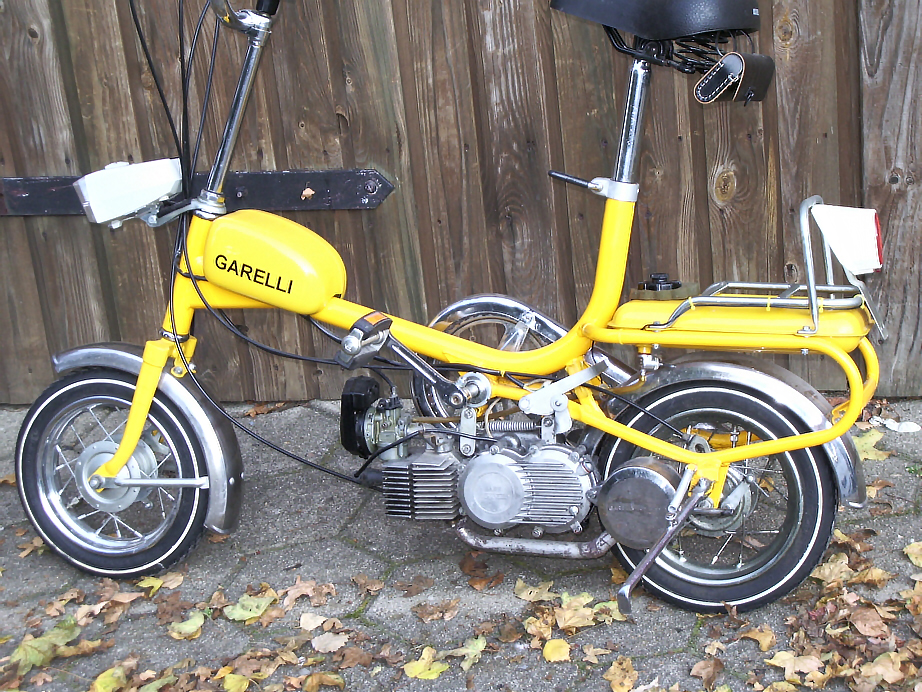
Garelli City Bike (1972)

## Garelli in Italien
Um 1955 gab es die ersten Kontakte zu Agrati. Agrati war ein Hersteller von Elektromotoren und Fahrradzubehörteilen. Garelli ließ zunächst Rahmenteile für Motorräder fertigen und später die Montage einiger Modelle vornehmen. Als Gegenleistung lieferte Garelli an Agrati Motoren für ihre Motorroller.
Die Motorräder Motoleggera 125 und KL 125 entstanden in dieser Zeit. Dabei handelte es sich jedoch um Maschinen mit Viertaktmotoren. Aus der KL 125 wurden dann später die erste Leichtkrafträder Rekord und Rekord Cross mit 98 cm³ für den deutschen Markt entwickelt. Diese Fahrzeuge hatten einen Zweitaktmotor und wurden über einen Händler in Köln vertrieben.
Durch die guten Geschäftsbeziehungen von Garelli und Agrati kam es um 1960 zum Zusammenschluss der beiden Unternehmen. Unter dem Namen Agrati-Garelli wurden nun die Zweiräder hergestellt, wobei der Name Agrati immer im Hintergrund blieb. Zunächst wurden nur die Mopeds Garelli M / M1 / M2 / M3 hergestellt. Die Mopeds waren mit Einganggetriebe mit Centrimatickupplung oder Zwei- oder Dreiganggetriebe mit Handschaltung ausgestattet. Danach folgte die Garellino, ein Fahrzeug mit Automatikgetriebe. Ende der sechziger Jahre wurde es sportlicher bei Agrati-Garelli. Man entwickelte das Mokick Garelli Junior in einer Touren- und Sportversion mit Dreiganggetriebe. Einige Zeit später wurde daraus die Monza mit Fußschaltung und Vierganggetriebe. Gleichzeitig entstanden die Geländemaschinen Junior Cross und Tiger. Im Gegensatz zu den deutschen und englischen Versionen gab es die Fahrzeuge nur als Sportmokick. Für den englischen Markt wurde 1971 das Motorrad KL 100 entwickelt. Die KL 100 war bis auf den Motor baugleich mit der deutschen Garelli Rekord von 1973 und hatte 98 cm³.
1972 wurden die beiden Modelle Eureka und Eureka Flex auf den Markt gebracht, von denen es eine Mofa- und eine Mokickversion gab. Sie wurden 1977 noch einmal modernisiert. Die Eureka war der Vorläufer der moderneren Noi, die Ende 1979 in den Handel kam. Im Jahr 1976 erschien das Mokick Ciclone mit Fünfganggetriebe für den italienischen Markt. In den frühen achtziger Jahren wurde die komplette Mopedpalette erneuert, und 1982 wurde die Garelli TSR 125 mit Wasserkühlung, mit Fünfganggetriebe und elektronischer Zündung vorgestellt. Sie war der Ausgangspunkt für ein stärkeres Engagement bei Motorrädern. Es entstand außerdem die Garelli GTA 125. Im Kleinkraftradbereich erschienen die Modelle Basic, Formuno, Gary, Grinta, Sahel, Team, Urka und VIP. So wurden die neuen Fahrzeugtypen noch bis ca. 1991 gebaut.

## Garelli in anderen Ländern
Die Firma vertrieb auch in anderen europäischen Ländern ihre Fahrzeuge. So wurden unter anderem in England und Österreich Mopeds und Kleinkrafträder verkauft. Sogar in Finnland und den Balkanländern fuhren Motorroller und Mopeds. Außerhalb Europas wurden die Zweiräder in Afrika, Asien Südamerika und Ozeanien vertrieben. Trotz des Importeurs und Vermarkters American Garelli (1970er–80er) konnte das Unternehmen in Nordamerika keinen nennenswerten Absatzmarkt erschließen.

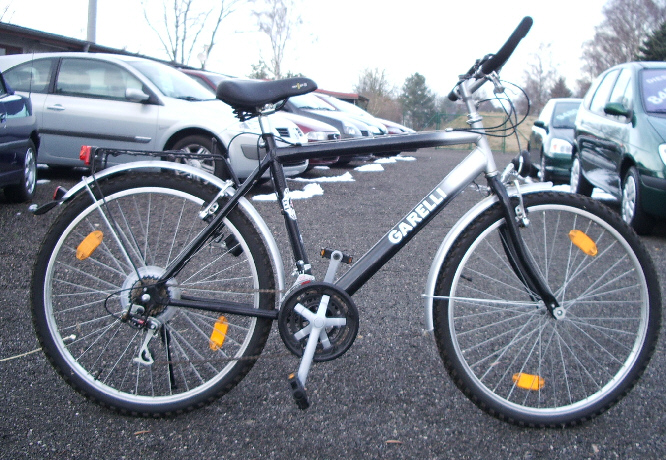
Garelli-Fahrrad von 2003

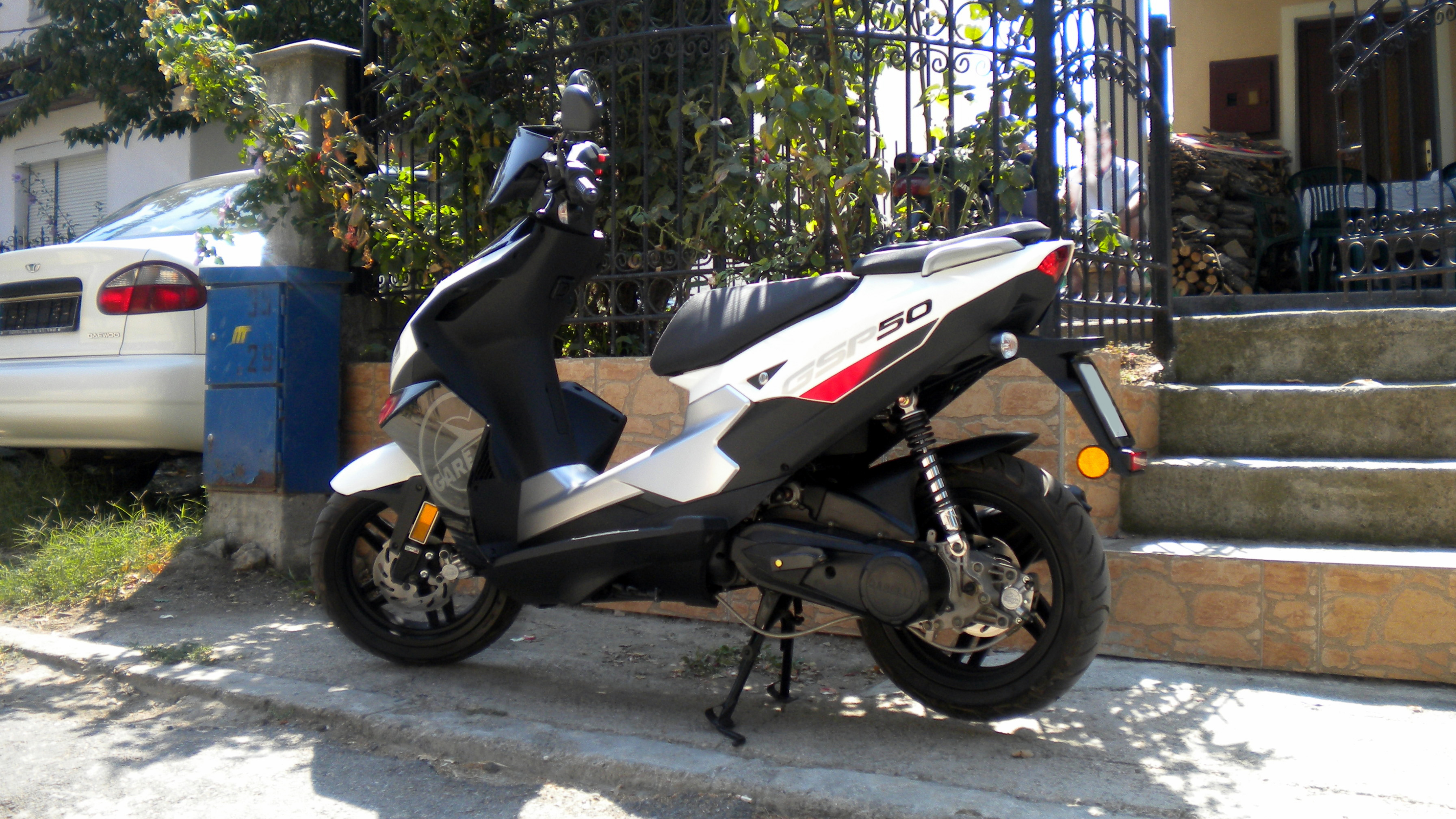
Garelli GSP 50cc

## Garelli heute
Obwohl Garelli vom deutschen Markt verschwand und es auch in Italien um das Unternehmen ruhiger wurde, wurden dort bis 1993 noch überwiegend Fahrräder und Motorroller gefertigt.
Danach wurde die Marke Garelli zur Vermarktung von verschiedenen Mopeds und Motorrollern asiatischer Produktion in Italien genutzt.
Im März 2006 sicherte sich Paolo Berlusconi, der Bruder von Silvio Berlusconi, die Namensrechte der Marke, und gründete die Nuova Garelli SpA. Erstes neues Produkt war der neue Motorroller Mosquito, benannt nach Garellis größtem Verkaufserfolg. Danach folgten die Rollermodelle 303 R 125, KRS 50, GSP 50, FX50, Flo 50, Flexi 50, Flexi 125, Queenie, Freeland, Capri, Ciclone, Fashion,  Vip 50, Skynet, Panther, PMX Sport 110, XO, Comfort, die in Italien, Taiwan und China gebaut und dann über das alte Garelliwerk in Italien vertrieben wurden. Die Firma wurde nach fünf verlustreichen Jahren 2011 an eine Investmentgesellschaft verkauft und 2012 geschlossen.
2018 übernahm die italienische Firma Armony, ein Hersteller von Elektrofahrzeugen, Teile der Produktionsstätten von Garelli. 2023 fusionierte Armony mit FIVE (Fabbrica Italiana Veicoli Elettrici) und produziert seither unter dem Namen Garelli E-Tretroller, Elektromotorroller (Garelli Ciclone), und E-Bikes (Garelli Audax). 2025 stellte die Firma eine Designstudie für einen neuen Elektroroller mit dem Namen Garelli Katia 50 2025 vor.

## Rennsport

### Rennerfolge vor dem Zweiten Weltkrieg
In den Jahren 1919 bis 1926 engagierte sich Garelli erfolgreich im Motorradsport. Vor allem in der 350-cm³-Klasse war Garelli sehr erfolgreich. Teilweise wurde auch mit 350-cm³-Maschinen in der 500-cm³-Klasse gefahren, in der man recht gut mithielt. Garelli fuhr in dieser Zeit 40 erste Plätze ein. Hinzu kamen weitere 16 zweite und sechs dritte Plätze, sowie diverse Plätze im vorderen Drittel, die nicht in folgender Liste aufgeführt sind:

#### Siege von 1919 bis 1926
Ettore Girardi (2)
- Genova–Trieste in der 350-cm³-Klasse 1919
- Mailand–Neapel in der 350-cm³-Klasse 1919

 Ernesto Gnesa (9)
- Torino-Salò in der 350-cm³-Klasse 1920
- Giro del Colle in der 350-cm³-Klasse 1920
- Großer Preis von Italien in der 350-cm³-Klasse 1921
- Circuito del Pino in der 350-cm³-Klasse 1922
- Circuito del Lario in der 350-cm³-Klasse 1922
- Luino–Agra in der 350-cm³-Klasse 1922
- Varese–Campo dei Fiori in der 350-cm³-Klasse 1922
- Gran Premio di Torino in der 350-cm³-Klasse 1922
- Circuito del Cremona in der 350/500-cm³-Klasse 1922

 Aristide Fergnani (2)
- Trofeo del Lario e Valassina in der 350-cm³-Klasse 1921
- Umbria–Toskana in der 350-cm³-Klasse 1921

 Francesco Rampini (1)
- Raid Nord–Sud in der 350-cm³-Klasse 1921

 Adalberto Garelli (1)
- Manifestazione del moto club lombardo in der 350-cm³-Klasse 1922

 Paolo Bianco (2)
- Sassi–Superga in der 350-cm³-Klasse 1922
- Circuito del Monferrato in der 350-cm³-Klasse 1923

 Erminio Visioli (3)
- Circuito Valle Ticino in der 350-cm³-Klasse 1922
- Raid Nord–Sud in der 350-cm³-Klasse 1922
- 3ème Grand Prix de l’UMF in der 350-cm³-Klasse 1922

 Eros Cioci (1)
- Circuito di Rapallo in der 350-cm³-Klasse 1923

 Giorgio Stampa (1)
- Circuito del Tevere in der 350-cm³-Klasse 1923

 Achille Varzi (8)
- Circuito di Perugia in der 350-cm³-Klasse 1923
- Parma–Poggio di Berceto in der 350-cm³-Klasse 1923
- Circuito di Brusino Arsizio in der 350-cm³-Klasse 1923
- Circuito di Pandova in der 350-cm³-Klasse 1923
- Circuito del Lario in der 350-cm³-Klasse 1923
- Circuito del Piava in der 350-cm³-Klasse 1923
- Circuito del Sestriere in der 350-cm³-Klasse 1923
- Italienische Straßenmeisterschaft in der 350-cm³-Klasse 1923

 Tazio Nuvolari (1)
- Cicuito di Parma in der 350-cm³-Klasse 1923

 Enrico Manetti (1)
- Circuito di Tortona in der 350-cm³-Klasse 1923

 Isacco Mariani (6)
- Motogiro d’Italia in der 350-cm³-Klasse 1923
- Raid Nord–Sud in der 350-cm³-Klasse 1923
- Gran Premio Internacional de Motocicletas del Real Moto Club de Cataluña in der 350-cm³-Klasse 1923
- Großer Preis der Schweiz in der 350-cm³-Klasse 1923
- Circuito di Monte Peloritani in der 350-cm³-Klasse 1924
- Motogiro d’Italia in der 350-cm³-Klasse 1924
- Gran Premio Internacional de Motocicletas del Real Moto Club de Cataluña in der 350-cm³-Klasse 1924

 Karl Kodric (1)
- Österreichische TT in der 350-cm³-Klasse 1923

 Enrico Caretti (1)
- Circuito Del Polesine in der 350-cm³-Klasse 1924

 Aldo Fiorina (2)
- Circuito di Novara in der 350-cm³-Klasse 1925
- Circuito di Novara in der 350-cm³-Klasse 1926

#### Kurioses
Bei der Junior TT 1926 auf der Isle of Man erschien Garelli mit dem stärksten Motorrad der damaligen Zeit. Die Rennmaschine hatte vier Vergaser und leistete ca. 15 kW (20 PS) bei 4500/min. Auf jeder Seite befanden sich zwei Vergaser, die so gekoppelt waren, dass normal nur zwei in Betrieb waren, während die anderen zwei Vergaser erst dann arbeiteten, wenn der Fahrer den Gasgriff über einen bestimmten Punkt drehte. Bemerkenswert war, dass die Maschine auch über zwei Auslasskanäle verfügte. Die Fachleute vor Ort sprachen immer wieder von dem Lärm, den der Zweitakter machte und von Erminio Visioli, der immer wieder beim Training aus der Kurve flog. Er schied beim Hauptrennen wegen eines Bruchs des Gasgestänges aus.

#### Weltrekorde bis 1926
Am 7. September 1922 stellten Erminio Visioli und Aristide Fergnani beim Großen Preis der Nationen in Monza acht neue Weltrekorde auf. Dies war das erste Mal, dass Zweitaktmotorräder einen Weltrekord aufstellten. 1923 wurden weitere 76 Weltrekorde in Monza für Solomaschinen und Motorräder mit Seitenwagen aufgestellt. Die Zeiten, die dabei erreicht wurden, waren so überragend, dass sie auch für die Klassen 500 bis 1000 cm³ galten.
Im Mai 1926 kam es zu einem der wohl größten Höhepunkte der Motorradrenngeschichte. Bei nur einem Versuch gelang es, 138 neue Weltrekorde aufzustellen. Drei Maschinen mit sieben Werksfahrern eroberten jeweils 4, 65 und 25 Rekorde aller Klassen bis 1000 cm³ auf den langen Distanzen mit Durchschnittsgeschwindigkeiten bis zu 132 km/h. Das schwerste der drei Motorräder erhielt dann einen Seitenwagen und stellte weitere 44 Rekorde für die Klassen bis 300 und 500 cm³ auf. Die Rekordmannschaft bestand aus den Fahrern Mario Sassi, Erminio Visioli, Amilcare Moretti, Ottorino Dall’Oglio, Aristide Galli, Eduardo Self und Mario Acerboni.

#### Technische Daten
Von den technischen Daten der Rennmaschinen ist wenig bekannt. Die nachfolgenden Angaben stammen aus verschiedenen deutschen, französischen und italienischen Büchern und Heften.
|                       | 1919                          | 1923                          | 1926                          |
| --------------------- | ----------------------------- | ----------------------------- | ----------------------------- |
| Bauzeit               | 1919–1926                     | 1919–1926                     | 1919–1926                     |
| Motor                 | Doppelkolben-Zweitaktmotor    | Doppelkolben-Zweitaktmotor    | Doppelkolben-Zweitaktmotor    |
| Bohrung               | 50 mm                         | 55 mm                         | 52 mm                         |
| Hub                   | 89 mm                         | 73 mm                         | 82 mm                         |
| Hubraum               | 350 cm³                       | 350 cm³                       | 350 cm³                       |
| Leistung              | 5 PS                          | 14 PS                         | 20–22 PS                      |
| Vergaser              | 1                             | 2                             | 2 (4)                         |
| Antrieb               | 2 bzw. 3-Gang-Getriebe, Kette | 2 bzw. 3-Gang-Getriebe, Kette | 2 bzw. 3-Gang-Getriebe, Kette |
| Höchstgeschwindigkeit | 80 km/h                       | 120 km/h                      | 140 km/h                      |
| Leergewicht           | ca. 95/110 kg                 | ca. 95/110 kg                 | ca. 95/110 kg                 |

1927 zog sich Garelli aus dem Motorradsport zurück und kehrte ab 1963 wieder mit großen Erfolgen zurück.

### Rennerfolge nach dem Zweiten Weltkrieg
Nach dem Zweiten Weltkrieg begann man wieder mit dem Bau von Rollern und Mopeds. Wie auch andere Firmen begann man sich wieder für den Motorradrennsport zu interessieren. So stellte Roberto Patrignani auf der Rennstrecke von Monza am 3. November 1963 mit zwei stromlinienverkleideten 50-cm³-Maschinen acht neue Weltrekorde auf, die teilweise auch für die Klassen 75, 100 und 125 cm³ galten. Darunter auch den 24-Stunden-Weltrekord mit einer Durchschnittsgeschwindigkeit von 108,834 km/h. Dieser 24-Stunden-Weltrekord wurde bis heute noch nicht gebrochen.
Nach einer langen Abwesenheit kehrte Garelli in den 1980er Jahren zum Rennsport zurück und trat erfolgreich in der Motorrad-Weltmeisterschaft an, wo Garelli jeweils fünf Fahrer- und fünf Konstrukteursweltmeistertitel sowie 51 Grand-Prix-Siege in den Klassen bis 50 und 125 cm³ erringen konnte.

#### Motorrad-Weltmeisterschaft
Fahrertitel
 Ángel Nieto
- 1982 – Weltmeister Klasse bis 125 cm³ (6 Siege)
- 1983 – Weltmeister Klasse bis 125 cm³ (6 Siege)
- 1984 – Weltmeister Klasse bis 125 cm³ (6 Siege)

 Fausto Gresini
- 1984 – WM-Dritter Klasse bis 125 cm³ (1 Sieg)
- 1985 – Weltmeister Klasse bis 125 cm³ (3 Siege)
- 1986 – Vizeweltmeister Klasse bis 125 cm³ (4 Siege)
- 1987 – Weltmeister Klasse bis 125 cm³ (10 Siege)

 Eugenio Lazzarini
- 1982 – Vizeweltmeister Klasse bis 125 cm³ (2 Siege) und Vizeweltmeister Klasse bis 50 cm³ (3 Siege)
- 1983 – WM-Dritter Klasse bis 125 cm³ (1 Sieg) und Vizeweltmeister Klasse bis 50 cm³ (3 Siege)
- 1984 – Vizeweltmeister Klasse bis 125 cm³

 Luca Cadalora
- 1986 – Weltmeister Klasse bis 125 cm³ (4 Siege)

 Ezio Gianola
- 1985 – WM-Vierter Klasse bis 125 cm³ (1 Sieg) und Italienischer 125-cm³-Meister

Konstrukteurstitel
- 1982 – Klasse bis 125 cm³
- 1983 – Klasse bis 50 cm³
- 1984 – Klasse bis 125 cm³
- 1986 – Klasse bis 125 cm³
- 1987 – Klasse bis 125 cm³

#### Italienische Motorrad-Straßenmeisterschaft
- 1985  Ezio Gianola – Italienischer 125-cm³-Meister
- 1986  Luca Cadalora – Italienischer 125-cm³-Meister
- 1987  Maurizio Vitali – Italienischer 250-cm³-Meister
- 1988  Emilio Cuppini – Italienischer 125-cm³-Meister

#### Motorrad-Europameisterschaft
- 1988  Emilio Cuppini – 125-cm³-Europameister (7 Siege)

## Wassersport
Anfang der 1960er Jahre baute Garelli den Gar-Mar einen Außenbordmotor mit einem 90-cm³-Einzylinder-Zweitakter. Die Besonderheit an diesem Motor war der Antrieb, der nicht wie bei den meisten Außenbordern mit einem Propeller erfolgte, sondern als Wasserstrahlantrieb. Dazu wurde im Unterwasserteil vorn Wasser angesaugt, durch einen dreiflügeligen Rotor verdichtet und nach hinten ausgestoßen. Zur Rückwärtsfahrt ließ sich der Motor in der Aufhängung um 180° drehen.

## Verweise